# 심강
심강(沈鋼, 1514년~1567년1월20일)은 조선 중기의 문신이자, 명종의 국구(장인)로, 인순왕후의 아버지이다. 자는 백유(伯柔), 시호는 익효(翼孝)이고, 봉군호(封君號)는 청릉부원군(靑陵府院君), 본관은 청송(靑松)이다.

## 생애
1542년(중종 37년) 그의 딸이 경원대군의 부인(대군부인, 부부인)이 되었다. 1543년 진사에 합격하여, 음보로 활인서 별좌(活人署別座)가 되었다. 1545년 사위 경원대군이 명종으로 즉위하고, 그의 딸이 왕비가 되자, 국구(왕비의 아버지)로서 청릉부원군(靑陵府院君)에 봉해지고, 영돈녕부사가 되었다. 사후에는 영의정에 증직되었으며, 아들 심충겸이 호성공신에 책록됨에 따라, 순충적덕보조공신(純忠積德補祚功臣)에 책록되었다. 심강의 신도비문은 좌의정 심수경이 짓고, 심강의 손자 영의정 심열이 글씨를 쓰고 전액하였다.

## 업적
자신의 처남 권신 이량이 박소립, 심의겸 등 신진 사류들을 제거하려 하자 홍문관 부제학 기대항, 심의겸과 함께 이량의 세력을 제거하고 화를 당하려던 신진 사류들을 구하였다. 또한 자신의 숙부 권신 심통원이 신진 사류인 박순 등을 제거하려고 할 때에도 나서서 구해주었다.

## 평가
영돈녕부사 심강(沈鋼)이 졸(卒)하였다.
심강은 심연원의 아들로, 계묘년에 진사(進士)에 합격하고 활인서 별좌(活人署別坐)에 음보(蔭補)되었다가 상이 즉위하자 중궁(中宮)의 아버지로 영돈녕부사에 제수되었다. 은총을 빙자하여 재물을 탐하고 뇌물을 받아 인심을 사며, 많은 전택(田宅)을 차지하고 남의 노비를 탈취하는 등 마구 거둬들였다. 그러나 성격이 시기하지 않고 남을 해치려는 마음이 없었다. 박순(朴淳) 등이 임백령(林百齡)에게 좋은 시호(諡號)를 허여하지 않자 그의 자제(子弟)들이 윤원형에게 울면서 호소하여 상에게까지 알려졌다. 상이 크게 노하여 대죄를 가하려는 생각으로 가만히 심통원(沈通源)에게 물으니, 심통원이 상의 뜻대로 아뢰었다. 심강이 듣고 즉시 달려가 구제하자 심통원이 다시 심강의 뜻대로 궁중 안에 아뢰어 사건이 마무리되고 박순 등이 드디어 형화(刑禍)를 면하게 되었다. 심강의 아내는 이양의 누이동생이다. 이양이 그 세도를 믿고 갑자기 일어나 용사(用事)하여 권세가 혁혁하였는데 심강의 아들 심의겸(沈義謙)이 등과(登科)한 뒤로는 심씨의 세도가 더욱 커지자 자기와 맞서는 것을 미워하는 한편 자신이 공론에 용납되지 못하는 것을 알고는 이감(李戡) 등과 더불어 명류(名流)들을 공격하므로 온 조정이 두려워하였다. 심의겸이 이양을 만날 적마다 그 불가함을 지적하자 이양이 심의겸까지 아울러 제거하려 하였다. 심강이 이를 가만히 궁중에 알리고 기대항(奇大恒)을 시켜 논핵하여, 이양 등이 축출되기에 이르니, 온 사림이 고맙게 여기었다.— 명종실록 22년(1567) 1월 20일 1번째 기사 - 영돈녕부사 심강의 졸기

## 가계[2]
영의정 청천부원군(靑川府院君) 심연원의 아들이며, 인순왕후를 비롯하여 청양군(靑陽君) 심의겸, 청림군(靑林君) 심충겸의 아버지이다.
- 5대조 : 심온(沈溫) - 세종의 국구(國舅)
- 고조부 : 심회(沈澮)
- 증조부 : 심원(沈湲)
- 조부 : 심순문(沈順文)
  - 부친 : 심연원(沈連源)
  - 모친 : 정경부인 경주 김씨(貞敬夫人 慶州 金氏) - 좌찬성 공절공(恭節公) 김당(金璫)의 딸
  - 장인 : 전성군 이대(全城君 李薱, 1488 ~ 1543)[3]
  - 장모 : 정종보의 딸 군부인 동래 정씨
    - 부인 : 완산부부인 이희경(完山府夫人 李希慶, 1511 ~ 1559)
      - 장녀 : 인순왕후
      - 사위 : 조선 제13대 국왕 명종
      - 장남 : 심인겸(沈仁謙, 1533 ~ 1580)
      - 며느리 : 이발(李㧞)의 딸 전주 이씨
        - 손자 : 심엄(沈㤿) - 생부 심의겸(沈義謙)
        - 손자며느리 : 원종의 국구(國舅) 구사맹(具思孟)의 딸

      - 차남 : 심의겸(沈義謙, 1535 ~ 1587)
      - 며느리 : 한흥서(韓興緖)의 딸 청주 한씨
        - 손자 : 심논(沈惀)
        - 손자 : 심엄(沈㤿) - 심인겸(沈仁謙)의 양자로 출계
        - 손녀 : 윤훤의 처

      - 3남 : 심예겸(沈禮謙, 1537 ~ 1578)[4]
      - 며느리 : 정숙(鄭潚)의 딸 연일 정씨
        - 손자 : 심열(沈悅) - 생부 심충겸(沈忠謙)

      - 차녀 : 심술정(沈戌貞, 1538 ~ ?)
      - 사위 : 풍천 임씨 임영로(任榮老)
      - 4남 : 심지겸(沈智謙, 1540 ~ 1568)
      - 며느리 : 이제(李霽)의 딸 함안 이씨
      - 며느리 : 허탁(許鐸)의 딸 양천 허씨
        - 손자 : 심경(沈憬)

      - 5남 : 심신겸(沈信謙, 1542 ~ 1596)
      - 며느리 : 정인수(鄭麟壽)의 딸 동래 정씨
        - 손자 : 심율(沈慄)
        - 손자 : 심각(沈恪)
        - 손자 : 심이(沈怡)
        - 손녀 : 유희발의 처
        - 손녀 : 정유길의 처
        - 손녀 : 정선건의 처
        - 손녀 : 정종길의 처

      - 6남 : 심충겸(沈忠謙, 1545 ~ 1594)
      - 며느리 : 봉성군의 딸 정경부인 이개(貞敬夫人 李介, 1545 ~ ?)
        - 손자 : 심흔(沈忻, 1561 ~ ?)
        - 손녀 : 심경복(沈慶福, 1564 ~ ?)
        - 손녀 : 심계복(沈季福, 1565 ~ ?)
        - 손자 : 심열(沈悅, 1569 ~ 1646) - 심예겸(沈禮謙)의 양자로 출계
        - 손자 : 심종(沈悰, 1572 ~ ?)

      - 7남 : 심효겸(沈孝謙, 1547 ~ 1600)
      - 며느리 : 남응서(南應瑞)의 딸 의령 남씨 - 자녀 없음
      - 며느리 : 이정(李碾)의 딸 고성 이씨
        - 손자 : 심핍(沈愊)
        - 손자 : 심척(沈惕)
        - 손녀 : 김수의 처
        - 손녀 : 이필수의 처

      - 8남 : 심제겸(沈悌謙, 1550 ~ 1589)
      - 며느리 : 신사원(愼思遠)의 딸 거창 신씨
        - 손자 : 심유(沈愉)
        - 손자 : 심협(沈協)
        - 손녀 : 윤승훈의 아들 윤공의 처
        - 손녀 : 정두원의 처
        - 손녀 : 황집의 처

      - 3녀 : 청송 심씨
      - 사위 : 추계수 이벽(秋溪守 李鼊) - 수원군 이덕수(水原君 李德守)의 아들

  - 숙부 : 심달원(沈達源)
    - 사촌 : 심전(沈銓)
      - 당질 : 심우승(沈友勝)

  - 숙부 : 심봉원(沈逢源)
    - 사촌 : 심건(沈鍵)
      - 당질 : 심희수(沈喜壽)

  - 숙부 : 심통원(沈通源)
    - 사촌 : 심뇌(沈鐳)

## 참조
1. ↑  국조인물고
2. ↑  선원록 참고
3. ↑  태종의 차남 효령대군의 고손자
효령대군 → 보성군 → 율원군 → 여양군 → 전성군
4. ↑  단의왕후의 6대조

## 같이 보기
| - 소헌왕후 - 인순왕후 - 단의왕후 | - 효령대군 - 세종 - 심온 - 명종 - 경종 - 심호 - 원종 - 구사맹 | - 심덕부 - 심연원 - 심열 - 윤훤 - 윤승훈 - 정유길 | - 심회 - 심결 - 심의겸 - 심충겸 - 심유현 - 중종 - 봉성군 | - 심통원 - 심뇌 - 심달원 - 심전 - 심우승 - 심희수 - 이대 - 이량 - 박순 |

## 관련 문화재
- 심강 신도비 - 경기도 유형문화재 제147호